# Asching (Gemeinde Windhaag bei Perg)
Asching ist eine Streusiedlung im Unteren Mühlviertel in Oberösterreich und Ortschaft der Gemeinde Windhaag bei Perg. Hauptort ist der kleine Weiler Dörfl.

## Geographie
Der Ort liegt etwa 6 km nördlich der Stadt Perg nahe der Südkante des Mühlviertels zum Machland und erstreckt sich um die 400–580 m ü. A. über die linken (östlichen) Höhenlagen des Tales der Naarn, halbwegs zwischen dem Gemeindehauptort Windhaag und Allerheiligen im Mühlkreis, das sich auf den Höhen der gegenüberliegenden Talseite erstreckt. 
Der Ort umfasst etwa 40 Gebäude mit um die 130 Einwohnern.
Zum Ortschaftsgebiet gehören, neben dem Weiler Dörfl (ca. 550 m ü. A.), von Süd nach Nord auch die Einzellagen Stiegler, Unterthanner, Oberthanner südlich von Dörfl (noch oberhalb von Windhaag), und Mitterasching, Riegleder, Winkler nördlich von Dörfl sowie das kleine Kraftwerk Aschermühle (401 m ü. A.) an der Naarn und der Naarntalstraße (L 527). 
Nachbarortschaften/Orte
| Dörfl (Gem. Allerh. i.Mkr.) Allerheiligen im Mühlkreis | Brawinkl (Gem. Bad Zell, Bez. Freistadt)    | Spaten Hiesbach (Gem. Rechberg) |
| Oberlebing/Riegl (Gem. Allerh. i.Mkr.)                 | Kompassrose, die auf Nachbargemeinden zeigt |                                 |
| Hochtor                                                | Pragtal                                     | Windhaag bei Perg               |

## Tourismus und Natur
Die Talung der Naarn, unterhalb der Ortschaft, ist hier ein Europaschutzgebiet, das FFH-Gebiet Waldaist–Naarn. Hier verläuft auch der Naturparkweg.